# Jordy Makengo
Jordy Makengo, né le 3 août 2001 à Saint-Denis en France, est un footballeur français qui joue au poste d'arrière gauche au SC Fribourg.

## Biographie

### En club
Né à Saint-Denis en France, Jordy Makengo commence le football à Drancy, puis il déménage à Villejuif où il y jouera de U9 à U15 ensuite il rejoint le FC Gobelins avant d'être formé par l'AJ Auxerre. Il ne joue toutefois aucun match avec l'équipe première et rejoint l'Allemagne pour signer son premier contrat professionnel avec le SC Fribourg le 31 mai 2021.
Le 2 octobre 2023, il prolonge son contrat avec Fribourg,.
Le 4 novembre 2023, Makengo joue son premier match en équipe première lors d'une rencontre de Bundesliga face au Borussia Mönchengladbach. Il entre en jeu et les deux équipes se neutralisent (3-3 score final). Il connait sa première titularisation avec l'équipe première le 30 novembre 2023, lors d'une rencontre de Ligue Europa face à l'Olympiakós. Il participe à la victoire de son équipe par cinq buts à zéro en délivrant une passe décisive pour Michael Gregoritsch,.

## Statistiques
| Saison                | Club                  | Championnat           | Championnat | Championnat | Championnat | Coupe(s) nationale(s) | Coupe(s) nationale(s) | Coupe(s) nationale(s) | Compétition(s) continentale(s) | Compétition(s) continentale(s) | Compétition(s) continentale(s) | Compétition(s) continentale(s) | Total | Total | Total |
| Saison                | Club                  | Division              | M.          | B.          | P.d.        | M.                    | B.                    | P.d.                  | Comp.                          | M.                             | B.                             | P.d.                           | M.    | B.    | P.d.  |
| 2023-2024             | SC Fribourg           | Bundesliga            | 20          | 0           | 0           | 0                     | 0                     | 0                     | C3                             | 5                              | 0                              | 1                              | 25    | 0     | 1     |
| 2024-2025             | SC Fribourg           | Bundesliga            | 19          | 0           | 0           | 0                     | 0                     | 0                     | -                              | -                              | -                              | -                              | 19    | 0     | 0     |
| 2025-2026             | SC Fribourg           | Bundesliga            | 0           | 0           | 0           | 1                     | 0                     | 0                     | C3                             | -                              | -                              | -                              | 1     | 0     | 0     |
| Total sur la carrière | Total sur la carrière | Total sur la carrière | 39          | 0           | 1           | 1                     | 0                     | 0                     | -                              | 5                              | 0                              | 1                              | 45    | 0     | 2     |